# Гэрднер
Гэ́рднер (англ. Lake Gairdner) — большое бессточное озеро в центральной Южной Австралии, оно считается четвёртым по площади солёным озером в Австралии, когда заполнено водой.
Представляет собой большое озеро с солончаковыми солями в австралийском штате Южная Австралия, к северу от полуострова Эйр. Будучи заполненным водой, озеро является третьим по величине соленым озером в Австралии.

## Описание
Размеры озера составляют более 160 км в длину и 48 км в ширину с толщиной соляных отложений, доходящей до 1,2 метра в некоторых местах. Оно находится к западу от озера Торренс, 150 км на северо-запад от Порт-Огаста и в 440 км северо-западнее Аделаиды. Озеро находится на высоте 121 м над уровнем моря.
Озеро Гэрднер было названо губернатором Южной Австралии Ричардом Макдоннеллом в октябре 1857 года.
Озеро Гэрднер вместе с озером Эверард и озером Харрис составляют территорию Национального парка озера Гэрднер. Озёра были когда-то частью внутреннего моря, которое простиралось до залива Карпентария.
Шесть пересыхающих ручьев питают озеро, в том числе Garden Well Creek, Gorge Creek и Yeltabinna Creek.
Земля, занимающая территорию озера Гэрднер, была названа правительством Южной Австралии 26 апреля 2013 года «Озеро Гэрднер».